# Família a la força
Família a la força (originalment en francès, Les Dents, pee et au lit) és una pel·lícula còmica francesa dirigida per Emmanuel Gillibert, estrenada el 2018. S'ha doblat al valencià i es va emetre per primer cop el 17 de juliol de 2022 a À Punt.

## Sinopsi
L'Antoine és un solter de 40 anys, animal de festa, que treballa en el sector de la comunicació. La seva vida es capgira quan la seva nova companya de pis, la Jeanne, arriba al seu apartament amb els seus dos fills.

## Repartiment
- Arnaud Ducret: Antoine
- Louise Bourgoin: Jeanne
- Timéo Bolland: Théo
- Saskia Dillais de Melo: Lou
- Laurent Ferraro: Éric
- Michaël Cohen: Stan
- Colette Kraffe: Mamoushka
- Hervé Masquelier: Papou
- Roby Schinasi: Vincent
- Joana Preiss: Nathalie
- Robert Plagnol: Christian
- Nicolas Ullmann: Thomas